# Bonneyana caldwelli
Bonneyana caldwelli är en insektsart som beskrevs av Delong 1946. Bonneyana caldwelli ingår i släktet Bonneyana och familjen dvärgstritar. Inga underarter finns listade i Catalogue of Life.